# Lago Bosten
Il lago Bosten (cinese: 博|斯|騰|湖, Bó|sī|téng| Hú) è uno specchio d'acqua dolce situato 57 km a nord-est di Korla, Xinjiang, Cina, nella prefettura di Bayin'gholin Mongol. Copre un'area di circa 1000 km² (assieme ai vicini laghi minori), è il più grande dello Xinjiang ed uno dei più grandi laghi d'acqua dolce della Cina.
Il suo nome viene a volte riportatocome Bosten, Bosten Hu, Bagrax-hu, Bagrasch-köl, Baghrasch köl, Bagratsch-kul, Bositeng Lake o Bositeng Hu. Molte specie ittiche vivono nel lago, ed alcune sono originarie di qui. A volte gli occidentali lo chiamano 'Hawaii orientali dello Xinjiang' a causa della lussureggiante scena circondata dal deserto del Gobi.
Il fiume Kaidu è il suo più importante affluente, apportando circa l'83% dell'acqua in ingresso.